# دون ماريون
دون ماريون (بالإنجليزية: Dan Marion)‏ هو لاعب كرة قاعدة أمريكي، ولد في 31 يوليو 1889 في بولينغ غرين في الولايات المتحدة، وتوفي في 18 يناير 1933 في ميلواكي في الولايات المتحدة.

## وصلات خارجية
- دون ماريون على موقعبيزبول رفرنس.كوم (الدوري الرئيسي) (الإنجليزية)
- دون ماريون على موقعبيزبول رفرنس.كوم (الدوري الثانوي) (الإنجليزية)